# Toy Story Toons: Small Fry
Toy Story Toons: Small Fry (Brasil: Um Pequeno Grande Erro / Portugal: O Pequeno Buzz) é uma curta-metragem estadunidense da Pixar de animação dirigido por Angus MacLane. Ele foi exibido nos cinemas com os Muppets. Esta foi a primeira vez que uma curta da Pixar foi exibido com um filme com-Pixar. Está presente no Disney Blu-ray e Disney DVD Pixar Short Films Collection - Volume 2.

## Elenco (vozes)
| Personagem            | Original          |
| --------------------- | ----------------- |
| Woody                 | Tom Hanks         |
| Buzz Lightyear        | Tim Allen         |
| Mini Buzz             | Teddy Newton      |
| Jessie                | Joan Cusack       |
| Sr. Cabeça de Batata  | Don Rickles       |
| Sra. Cabeça de Batata | Estelle Harris    |
| Rex                   | Wallace Shawn     |
| Slinky                | Blake Clark       |
| Porquinho             | John Ratzenberger |
| Botão de Ouro         | Jeff Garlin       |
| Espeto                | Timothy Dalton    |
| Aliens                | Jeff Pidgeon      |